# Schizachyrium gresicola
Schizachyrium gresicola är en gräsart som beskrevs av Jacq.-fel. Schizachyrium gresicola ingår i släktet Schizachyrium och familjen gräs. Inga underarter finns listade i Catalogue of Life.